# Bolívar, el hombre de las dificultades (serie de televisión)
Bolívar, el hombre de las dificultades, fue una serie de televisión colombiana escrita por el historiador Eduardo Lemaitre. La serie fue producido por Promec para Producciones Eduardo Lemaitre quien la enmarca en el proyecto televisivo de Revivamos nuestra historia. Transmitida por la Primera Cadena entre 1980 y 1981, fue la primera serie de televisión que se emitió a color en Colombia, y una de las producciones más ambiciosas de la historia de la televisión colombiana en el siglo XX. Basada en la vida del libertador Simón Bolívar, y el proceso de la Independencia de Colombia, desde su juventud, formación y primeras influencias políticas, hasta la concepción, logros y desencantos de las campañas libertadoras y la Gran Colombia y sus últimos años de vida. Se estrenó el 7 de diciembre de 1980 para conmemorar el aniversario 150 de la muerte del libertador. 
Esta serie fue repetida varias veces: se repitió por primera vez en Señal Colombia en el 2002, en 2008 en Canal Institucional TV, en el 2010 la volvió a retransmitir en Señal Colombia por motivo del Bicentenario de la Independencia.
La producción fue adquirida por Señal Memoria de RTVC en noviembre del 2018, después de una investigación para poder adquirir sus derechos y restaurada en 2019 para el bicentenario de la Campaña Libertadora, siendo retransmitida por Señal Colombia y subida a la página web de la RTVC.

## Reparto
Se reunieron cerca de 197 de los mejores actores colombianos del momento, más de 700 extras civiles y 800 soldados prestados por el ejército colombiano, varios de los protagonistas son:
- Pedro Montoya como Simón Bolívar.
- Víctor Hugo Morant como Francisco de Paula Santander.
- María Cecilia Botero como Manuelita Sáenz.
- Natalia Giraldo como María Teresa del Toro Alayza.
- Helena Mallarino como María Antonia Bolívar Palacios
- María Angélica Mallarino como Fanny du Villars
- Leonor González Mina como la Negra Hipólita.
- Adolfo Blum como Francisco de Miranda
- Gustavo Angarita como Antonio José de Sucre.
- Gaspar Ospina como José Félix Ribas
- Julio del Mar como Rafael Urdaneta
- Edgardo Román como Manuel Piar
- Gilberto Puentes como Carlos Soublette
- Mauricio Figueroa como Mariano Montilla
- Gloria Zapata como Josefina 'Pepita' Machado
- Mónica Silva como María Josefa Palacios de Ribas
- Hernando Casanova como Domingo Monteverde.
- Sebastián Ospina como José Tomás Boves
- Humberto Arango como Francisco Tomás Morales
- Jairo Camargo como Atanasio Girardot.
- Luis Fernando Montoya  como Antonio Ricaurte
- Víctor Mallarino como Hermógenes Maza.
- Luis Eduardo Arango como Carlos Palacios y Blanco.
- Jorge Emilio Salazar como José María Córdova.
- Camilo Medina como José Antonio Páez
- Carlos de la Fuente como Santiago Mariño
- Armando Gutiérrez  como José Antonio Anzoátegui
- Gabriel González como Ambrosio Plaza
- Stella Rivero como Bernardina Ibáñez
- Jairo Soto como Agustín Agualongo
- Santiago García Pinzón como Domingo Caycedo
- Kadir Abdel como niño Simón Bolívar
- Argemiro Castiblanco como Simón Rodríguez
- Dora Cadavid como mujer pastusa
- Carlos Benjumea como Henry C. Wilson
- Osmel Olmedo Farak como Pedro Gual
- Carmen Marina Torres como esclava Matea
- Fernando Corredor como Basilio García
- Flor Vargas como María Luisa De Borbón
- Enrique Tobón como Jerónimo de Uztáriz
- Omar Sánchez como Bernardo Rodríguez del Toro
- Antún Castro como Miguel Guacamaya
- Luis Tamayo como Hilario Gallego
- Sigifredo Vega como Juan Vicente Bolívar / Fernando Bolívar
- Beatriz Zuloaga como Concepción Palacios
- Betty Rolando como Juliette Récamier
- Gonzalo Ayala como Juan Germán Roscio
- Alberto Saavedra Como Thomas Alexander Cochrane / José Félix de Restrepo
- Luis Fernando Ardila como Fernando VII
- Hermes Camelo como Alexander von Humboldt / José María Barreiro
- Carlos Rivas como Feliciano Palacios
- Mario Sastre como Bernardo de Tagle y Portocarrero
- Jorge Arenas como José Cortés de Madariaga / Juan Antonio Monet
- Manuel Cabral como Florentino González
- Miguel Torres como Andrés Bello
- Manuel Currea como Vicente Emparán / José de la Serna
- Antonio Corrales como Richard Wellesley
- Héctor Rivas como Eusebio Antoñanzas
- Alfonso Ortíz como José Domingo Díaz
- Raúl Gutiérrez como Francisco Soto
- Daniel Gómez como Francisco Fernández Vinoni
- Ramiro Corzo como Pablo Morillo
- Luis Fernando Orozco como José María del Castillo y Rada
- Juan Harvey Caicedo como Henri Louis Villaume Ducoudray Holstein
- Ernesto Rodríguez como Francisco Antonio Zea
- Juan Pablo Rueda como Daniel Florencio O'Leary
- Franklin Mahan como el Sacerdote Pedro Martínez de Bujanda y el Coronel Rafael del Riego y Flórez
- Jota Mario Valencia como Médico De La Campana De Nueva Granada
- Fabio Camero como Félix María Calleja del Rey
- Mario Ruíz como Pedro Carujo
- Diego Álvarez como Tomás Cipriano de Mosquera
- José Domingo Mina como Pedro Camejo
- Alfredo González como Antonio Nariño
- Carlos Barbosa como Vicente Azuero
- Óscar Paganini como Dimas Daza
- Hebert Chamat como Juan Manuel Valdés
- Carmenza Gómez como Ignacia Tovar (La Ñapanga)
- Iván Rodríguez como Luis Brión
- Óscar Álvarez como José Joaquín de Olmedo
- Homero Grajales como Pedro León Torres
- Jaime Quiceno como Salvador Jiménez De Enciso
- Edgar Rojas como José María Obando
- Óscar de Moya como Camilo Torres
- Enrique Jordán como Francisco De Yturbe
- Mario García como Pierre Labatut
- Víctor Cifuentes como Manuel del Castillo y Rada
- Francisco Contreras como Miguel de la Torre
- Hernán Palacios como Manuel Cedeño
- Pepe Gómez como James Rooke
- Erika Krum como Mary Courthope Ballard
- Luis Chiappe Como Manuel Bernardo Álvarez
- Juan Gentile como José de San Martín
- Rebeca López como la marquesa De Torretagle
- Roberto Reyes como Andrés de Santacruz
- Saín Castro como Hipólito Unanue
- Franco Portilla como José de Canterac
- Julio Sastoque como José María Pando
- Ronald Ayazo como Miguel Peña
- Álvaro Rodríguez como Leonardo Infante
- Waldo Urrego como Carlos María de Alvear
- Alberto Borga como José Bolívar
- Edgar Oviedo como Manuel Rodríguez Torices
- Jairo Florian como Louis Perú Delacroix
- Darío Valdivieso como José María Álvarez
- Rafael Bohórquez como Luis Vargas Tejada
- Guillermo Villa como William Ferguson
- Carlos José Reyes como Joaquín Posada Gutiérrez
- Hugo Pérez como Joaquín de Mier
- Guillermo Piedrahíta como José Prudencio Padilla
- Luis Alberto García como Alejandro Próspero Révérend
- Chela del Río como La Posadera de Jamaica
- Hugo Gómez como Louis Michel Aury / Pedro Alcántara Herrán
- Amparo Moreno como Fernanda Barriga
- Alfonso Graíño como Pedro Juan Visbal
- Manuel Pachón como José Francisco Bermúdez / José Erazo
- Moisés Rivillas como Ignace Despontreaux Marion
- Eduardo Castro como José Hilario López
- Nestor Pineda como Oficial Español
- Betty Valderrama como Francisca Guerra
- Carlos Velásquez como Jerónimo Martínez
- Álvaro Azza como Apolinar Morillo
- Jaime Ruíz como Juan Bautista Arismendi
- Miguel Ignacio Vanegas como José Palacios
- Francisco José Restrepo como James Thorne
- Lucero Gómez como esposa de José Erazo

## Episodios deBolívar, el hombre de las dificultades
- 1). Primeras luces
- 2). La Corte de los Borbones
- 3). La niebla de un amor apasionado
- 4). La Sombra de Bonaparte
- 5). El Alba de la Revolución
- 6). Dos edades de la Revolución
- 7). Puerto Cabello
- 8). El Manifiesto de Cartagena
- 9). La forja del Héroe
- 10). Guerra a muerte
- 11). Bárbula
- 12). Ricaurte en San Mateo
- 13). La muerte llega a Caracas
- 14). La encrucijada
- 15). Guerra entre patriotas
- 16). Desterrado a Jamaica
- 17). Los Cayos
- 18). La lucha por el mando
- 19). Orinoco
- 20). Congreso de Angostura
- 21). El paso de los Andes
- 22). De Vargas a Boyacá
- 23). Ecos de la victoria
- 24). La Revolución de Riego
- 25). Carabobo
- 26). El Congreso de Cúcuta
- 27). Bomboná
- 28). La entrevista de Guayaquil
- 29). El sol del Perú
- 30). Pativilca
- 31). El alma de Junín
- 32). El fin del imperio
- 33). Crecen las sombras
- 34). Se inicia la tormenta
- 35). El regreso
- 36). Convención de Ocaña
- 37). La conspiración septembrina
- 38). Libertador o muerto
- 39). Arar en le mar
- 40). El último viaje

## Rodaje
La serie fue una de las primeras en grabar en exteriores en Colombia. Las escenas de interiores fueron grabadas en los estudios GRAVI y después de Inravisión en Bogotá; las distintas locaciones exteriores fueron grabadas en Popayán, Cartagena, Carmen de Apicalá, San Sebastián de Mariquita, Tolemaida, Monguí, Villa de Leyva, Guataquí, Guayabal, Barichara y Santa Marta, se escenificaron varias batallas y se grabaron en varios sitios históricos como el Castillo San Felipe y las murallas de Cartagena o la Quinta San Pedro Alejandrino.